# Frédéric de Rougemont der Jüngere
Frédéric Henri de Rougemont der Jüngere (* 16. Juli 1838 in Neuenburg; † 4. Februar 1917 ebenda) war ein Schweizer evangelischer Geistlicher und Entomologe.

## Leben

### Familie
Frédéric de Rougemont entstammte der Familie de Rougemont und war der Sohn des gleichnamigen Politikers Frédéric de Rougemont (* 20. Juli 1808 in Saint-Aubin-Sauges; † 3. April 1876 in Neuenburg) und dessen Ehefrau Agathe Sophie Charlotte (* 1808; † 1866), Tochter von Félix Quentin de Gromard de Mimont (1775–1834). Sein Grossvater war der Politiker Georges de Rougemont (1758–1824).
Er heiratete 1869 in Baden mit Jeanne Frédérique Antoinette Emma (* 16. April 1844 in Zürich; † 3. August 1918), Tochter des Bankiers Gustav Anton von Schulthess-Rechberg (1815–1891); gemeinsam hatten sie drei Kinder.

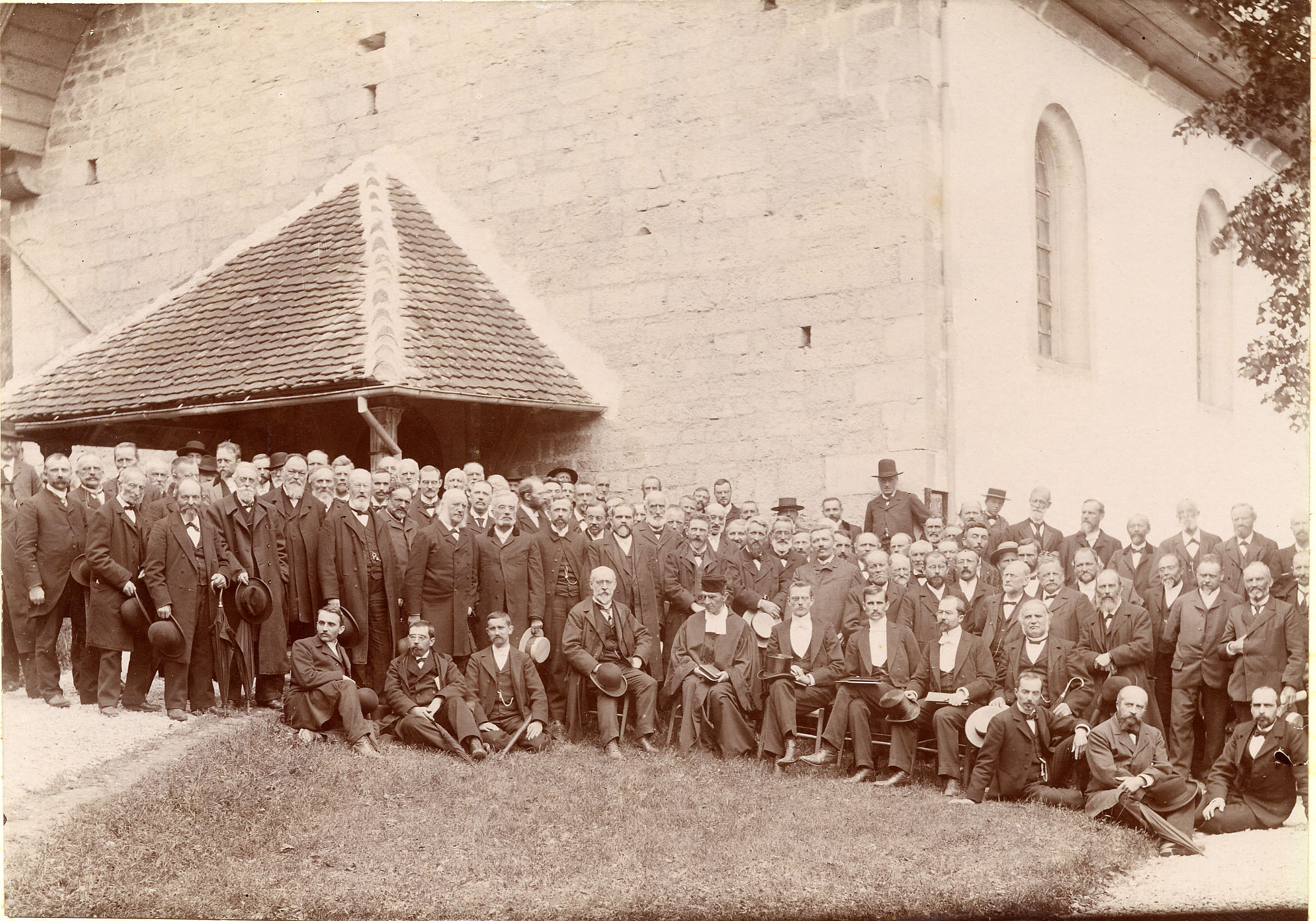
Synode der Unabhängigen Kirche in Dombresson am 17. Juni 1903, Frédéric de Rougemont (sitzend Bildmitte)

### Werdegang
Nach einem Theologiestudium an der Universität Neuenburg, das er an der Universität Tübingen und der Universität Halle fortsetzte, wurde Frédéric de Rougemont, nach Abschluss des Studiums, 1862 ordiniert.
Er war anfangs als Vikar und von 1873 bis 1912 als Pfarrer der Eglise indépendante in Dombresson beschäftigt. So fand unter anderem am 17. Juni 1903 die Synode der Unabhängigen Kirche in Dombresson statt.
Als begeisterter Insektenforscher baute Frédéric de Rougemont eine umfassende Sammlung der Schmetterlinge in der Schweiz auf, die sich heute im Naturhistorischen Museum Neuenburg befindet. Er vergab unter anderem für den Braunen Nadelwald-Spanner den Gattungsnamen Pungeleria zu Ehren vom Rudolf Püngeler.
Anfang des 20. Jahrhunderts gab er den Catalogue des Lépidoptères du Jura neuchatelois heraus.

### Mitgliedschaften
- Frédéric de Rougemont war Mitglied der 1875 gegründeten Fédération britannique, continentale et générale for abolition of state regulation of prostitution[12], die 1901 in Fédération abolitionniste internationale (FAI) umgetauft wurde.[13]

## Schriften (Auswahl)
- Catalogue des lépidoptères du Jura neuchâtelois. Neuchâtel: Impr. Wolfrath & Sperle, 1904.